# جون بوبو
جون بوبو (بالإنجليزية: John Bobo)‏ هو مدير فني أمريكي، ولد في 18 مارس 1958.